# 新宮下橋
新宮下橋（しんみやしたはし）は、福島県大沼郡三島町にある道路橋である。当頁では旧道に当たる宮下橋についても述べる。

## 概要
- 全長：140.0 m
  - 主径間：87.0 m
- 幅員：9.0 m (11.5 m)
- 型式：3径間鋼上路式ローゼ橋
- 竣工：1988年
- 施工：石川島播磨重工業・住友重機械工業[1]

三島町中心部東側で一級水系阿賀野川水系只見川支流である大谷川を渡り、国道252号宮下バイパスを通す。東詰は三島町大登、東詰は三島町宮下に位置する。1989年10月13日に宮下バイパスの建設に伴い開通した。下り線側に歩道が設置されており、従来と比べ歩行者安全性が増している。当橋梁の完成により、近隣にあるJR只見線大谷川橋梁、福島県道237号小栗山宮下線宮下橋とあわせ3つの上路式アーチ橋を望むことができ、全国的にも珍しい鉄道撮影の人気スポットとなっていたことから、三島町観光協会や宮下地区の住民の手により、立木の伐採などのビュースポットとしての整備が行われ、「みやしたアーチ三兄（橋）弟」と名付けられた。竣工年順に大谷川橋梁、宮下橋、当橋梁がそれぞれ長男、次男、三男に当てられている。

## 宮下橋
- 全長：73.7 m
  - 主径間：52.0 m
- 幅員：6.0 m
- 型式：3径間RC上路式固定オープンアーチ橋
- 竣工：1956年3月31日[3]

新宮下橋の旧道に当たる橋梁であり、現在は福島県道237号小栗山宮下線を通す。当地には1928年に木造トラス・方杖橋が架けられ、1956年に現在のアーチ橋へ架け替えられた。現存するRCアーチ橋としては福島県内の道路で最も古いものの一つである。「みやしたアーチ三兄（橋）弟」では次男に位置づけられている。

## 周辺
- JR只見線会津宮下駅
- 県立宮下病院
- 三島大橋